# Малко-Брягово
Ма́лко-Бря́гово (болг. Малко Брягово) — село в Хасковській області Болгарії. Входить до складу общини Маджарово.

## Населення
За даними перепису населення 2011 року у селі проживали 24 особи.
Національний склад населення села:
| Національність   | Кількість осіб | Відсоток |
| ---------------- | -------------- | -------- |
| болгари          | 18             | 81,8%    |
| турки            | 4              | 18,2%    |
| цигани           | 0              | 0%       |
| інша             | 0              | 0%       |
| не визначились   | 0              | 0%       |
| Всього відповіли | 22             |          |

Розподіл населення за віком у 2011 році:
Динаміка населення: